# Have a Nice Day (singolo Bon Jovi)
Have a Nice Day è una canzone dei Bon Jovi, scritta da Jon Bon Jovi, Richie Sambora e John Shanks. Fu estratta come primo singolo dal nono e omonimo album in studio del gruppo, Have a Nice Day, nel 2005 e pubblicata tre settimane prima dell'uscita dell'album.

## Formazione

### Bon Jovi
- Jon Bon Jovi - voce
- Richie Sambora - chitarra solista, chitarra ritmica, cori
- David Bryan - tastiere, cori
- Tico Torres - batteria

### Altri musicisti
- Hugh McDonald - basso